# 칸탈루포넬산니오
칸탈루포넬산니오(이탈리아어: Cantalupo nel Sannio)는 이탈리아 몰리세주 이세르니아도의 코무네다.